# Характер

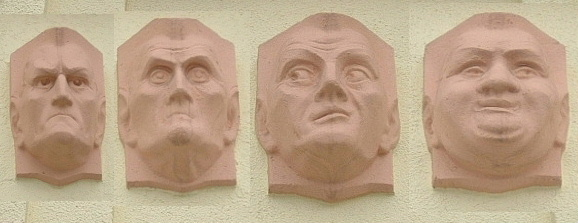
Темперамены

Хара́ктер (от др.-греч. χαρακτήρ «примета, отличительная черта, знак») — структура стойких, сравнительно постоянных психических свойств, определяющих особенности отношений и поведения личности. Когда говорят о характере, то обычно подразумевают под этим именно такую совокупность свойств и качеств личности, которые накладывают определённую печать на все её проявления и деяния. Черты характера составляют те существенные свойства человека, которые определяют тот или иной образ поведения, образ жизни. 
Изучением характеров занимается наука характерология. Раздел психологии, который занимается изучением различий между характерами называется дифференциальной психологией.

## Структура характера
Индивидуальные особенности характера проявляются в отношениях личности:
- к самому себе
- к окружающим людям
- к окружающему миру
- к труду и своему делу
- к своим и чужим вещам

Выражается подобное отношение через черты характера, которые систематически обнаруживаются в его деятельности, поведении (трудолюбие-леность, самоуверенность-самокритичность, вежливость-грубость, ответственность-недобросовестность, убежденность-беспринципность); вторая группа черт относится к познавательной, эмоциональной и волевой сферам (сообразительность, впечатлительность, решительность). Таким образом, характер есть система привычных способов поведения в определённых условиях.

## Связь характера с темпераментом
Характер в строго психофизиологическом смысле — "это система условнорефлекторных связей с действительностью, основой для которых служат безусловнорефлекторные связи (темперамент)" (Мясищев В. Н., 1960).
Темперамент и характер имеют общую физиологическую основу (тип высшей нервной деятельности), формирование характера зависит от свойств темперамента (они могут способствовать или противодействовать) и социальных взаимоотношений. Вследствие взаимодействия физиологического и социального — образуется сплав черт типа темперамента и изменений под воздействием среды, такой сплав называется фенотипом, характером.
Взаимовлияние темперамента и характера: например, влияние темперамента на динамические проявления характера могут отражаться на разном проявлении общительности у сангвиников и флегматиков; в свою очередь характер также может влиять на темперамент путём его сдерживания; исходя из типа темперамента выбирается индивидуальный стиль воспитания нужных свойств характера.

## Связь характера с личностью
Существуют различные соотнесения понятий «характер» и «личность»:
- эти понятия отождествляются
- характер включается в личность
- личность включается в структуру характера
- понятия рассматриваются как пересекающиеся

Для решения этой проблемы предлагается, например, рассматривая черты характера исходить из того, как действует индивид, а рассматривая черты личности — ради чего он действует. Таким образом, при резко выраженных чертах — характер может быть и тормозом развития личности (что отчётливо видно при психопатиях), и своего рода судьбой человека («судьбореализующей тенденцией»).
Также предлагается рассматривать личность как включающую в себя характер в «снятом», усложнённом виде, как уже духовную особенность человека (особенность его мироощущения: понимания своего места и цели в жизни среди людей и природы), недоступную животным.

## Характер в психиатрии и психологии
Каждому здоровому характеру в патологии соответствует врожденно-патологический характер (расстройство личности) или характер как крайний вариант нормы (акцентуация).
Классификации (типологии) характеров (включая классификации акцентуированных характеров, патологических характеров и социальные типы характеров) выдвигали многие учёные, развивая и уточняя характерологию:
- теория развития личности (психосексуальное развитие) З. Фрейда (1917)
- типология К. Юнга (экстраверсия-интроверсия) (1921)
- классификация личностей А. Ф. Лазурского (низший, средний и высший уровни) (1921)[16]
- конституциональная классификация Э. Кречмера (циклотимики и шизотимики) (1921)
- классификация психопатий П. Б. Ганнушкина (1933)
- система соматотипирования У. Шелдона (1940)
- социальные типы характеров Э. Фромма (1947)
- модель DISC (1950-е)
- биоэнергетический анализ А. Лоуэна (1958)
- трёхфакторная теория личности Г. Айзенка («Круг Айзенка») (1959)
- классификация акцентуированных характеров К. Леонгарда (1968)
- классификация подростковых акцентуированных характеров А. Е. Личко (1977)

Современные классификации характеров:
- модель «Большая пятёрка» (1981)
- классификация характеров М. Е. Бурно[15] (1989)
- типология личностей Нэнси Мак-Вильямс (1994)
- методика «7 радикалов» В. В. Пономаренко[17] (2004)

## Тесты на определение характера (личностные опросники, типологии)
Из многочисленных методов психодиагностики свойств характера (личности) можно выделить:
- Классические (клинические) опросники.[18][19][20][21][22][23]
  - Опросник Леонгарда-Шмишека (диагностики типа акцентуации личности), 1970
  - Патохарактерологический диагностический опросник для подростков (ПДО) А. Е. Личко, 1970
  - Миннесотский многоаспектный личностный опросник (MMPI),1940
  - Метод аутоидентификации и идентификации по словесным характерологическим портретам, Э. Г. Эйдемиллер
- Факторные (психологические) опросники.[24][25]
- Популярные тесты.